# Mónica Salvador

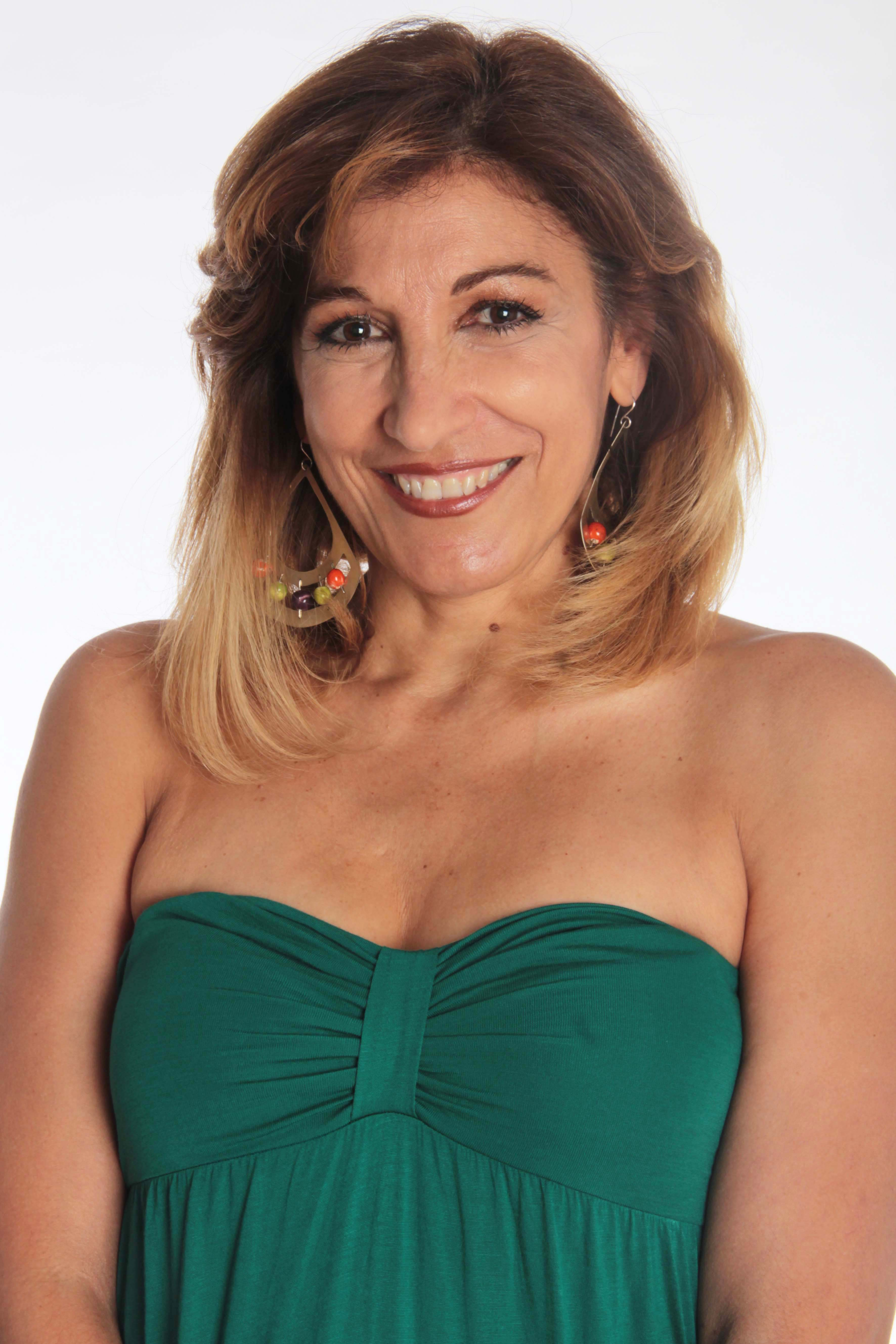
Mónica Salvador

Mónica Salvator (n. Buenos Aires; 19??) es una actriz y dramaturga argentina.

## Trayectoria
Debutó en teatro en 1989 con Julio De Grazia en "La Valija", recibiendo el premio Revelación. Trabajó en "Batalla de Negro y Perros" con Onofre Lovero, "La Loca de la Colina de Caballito" dirigida por Villanueva Cosse en el Teatro Presidente Alvear, "El Enganche" dirigida por J. Hacker en el Teatro Nacional Cervantes, "Falsificaciones" dirigida por J. Mazzini, recibiendo el premio de Mejor Actriz Cómica. Protagonizó "Batalla de arroz" con Nacho Gadano dirigida por Alejandro Ullua; "Fuego entre Mujeres" dirigida por José María Muscari y "Yo Elegí ser Evita".
Es autora y actriz de "Cómo tener sexo siempre con la misma persona", recibiendo numerosas nominaciones y premios al Mejor Unipersonal de Humor, con presentaciones en Buenos Aires, Mar del Plata, Carlos Paz, Paraguay y Chile. En Brasil, el unipersonal fue estrenado por la actriz Tania Bondezam. En 2012 publicó el libro inspirado en él.
En 2013 estrenó la segunda obra teatral de su autoría, "La Última Vez", nominada en los Premios Estrella de Mar como Mejor Obra Dramática y por su sólida labor, Mónica obtuvo la nominación a Mejor Actriz Dramática. En cine, trabajó en "Sin reserva", de C. Spagnuolo junto a con Soledad Silveyra y Arturo Bonín y en "Sergio Ramos", de J. Fernández. 
En televisión, participó en Hermanos y Detectives, Montecristo junto a Pablo Echarri, Amor en Custodia con Osvaldo Laport y Soledad Silveyra, Se dice Amor, Chiquititas, Ricos y Famosos, De la Nuca, Aprender a Vivir, "Un cortado, historias de café", "Don Juan y su Bella Dama", "El Hombre de tu Vida", "Un año para recordar", "Herederos de una venganza" , “La Celebración” y "Sos mi hombre".
En 2016 bajo la dirección de Gastón Marioni y libro de Walter Ghedin participa en la obra de teatro titulada "La vagina enlutada'' junto a Silvia Perez, Ana Padilla, Cecilia Tognola y Jessica Schultz.